# Urodera
Urodera là một chi bọ cánh cứng trong họ Chrysomelidae.
Chi này được miêu tả khoa học năm 1848 bởi Lacordaire.

## Các loài
Các loài trong chi này gồm:
- Urodera cryptocephaloides Moldenke, 1981
- Urodera monrosi Moldenke, 1981
- Urodera neffi Moldenke, 1981